# Église de Léopold
Une église de Léopold (en néerlandais, Leopoldskerk) est le nom d'une église protestante construite entre 1836 et 1838 par le gouvernement belge, dans l'actuelle province du Limbourg néerlandais.

## Histoire
Au total, quatre églises ont été édifiées, à savoir à Meerssen (1836), à Beek (1837), à Gulpen (1837) et à Heerlen (1838). À cet endroit, les protestants avaient utilisé les églises paroissiales depuis le XVIIe siècle, conformément au principe du simultaneum. Lors de la séparation des Pays-Bas et de la Belgique en 1830, la province du Limbourg néerlandais fut provisoirement rattachée à la Belgique. Le régime du simultaneum fut aboli sous la domination belge et les églises attribuées aux seuls catholiques. En 1835, une décision du roi des Belges, Léopold Ier, lui-même protestant, ordonne la construction d'églises protestantes subventionnées. La construction sera supervisée par le Ministère belge des Travaux publics. La province resta administrée par la Belgique jusqu'en 1839.

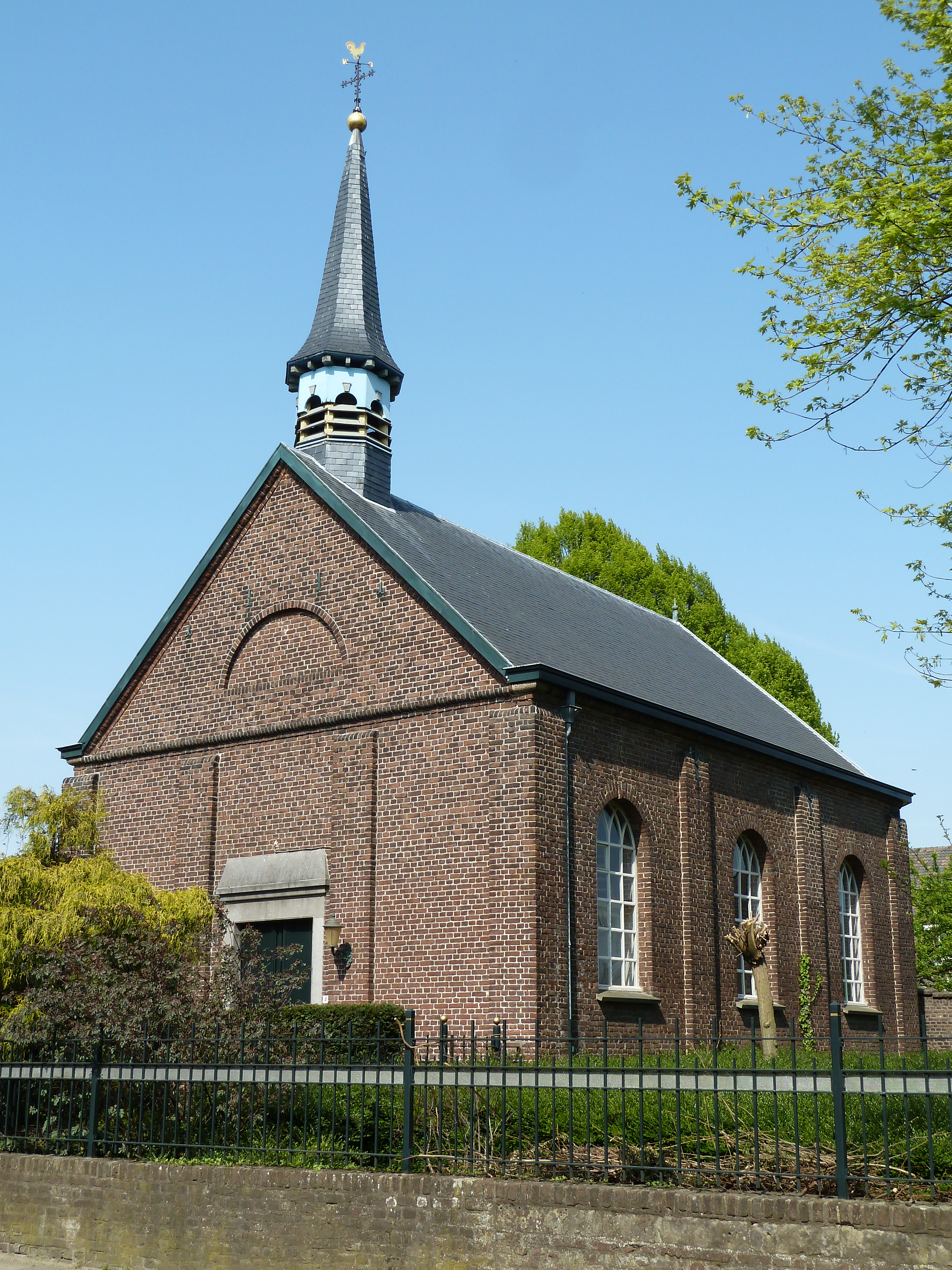
Leopoldskerk de Beek
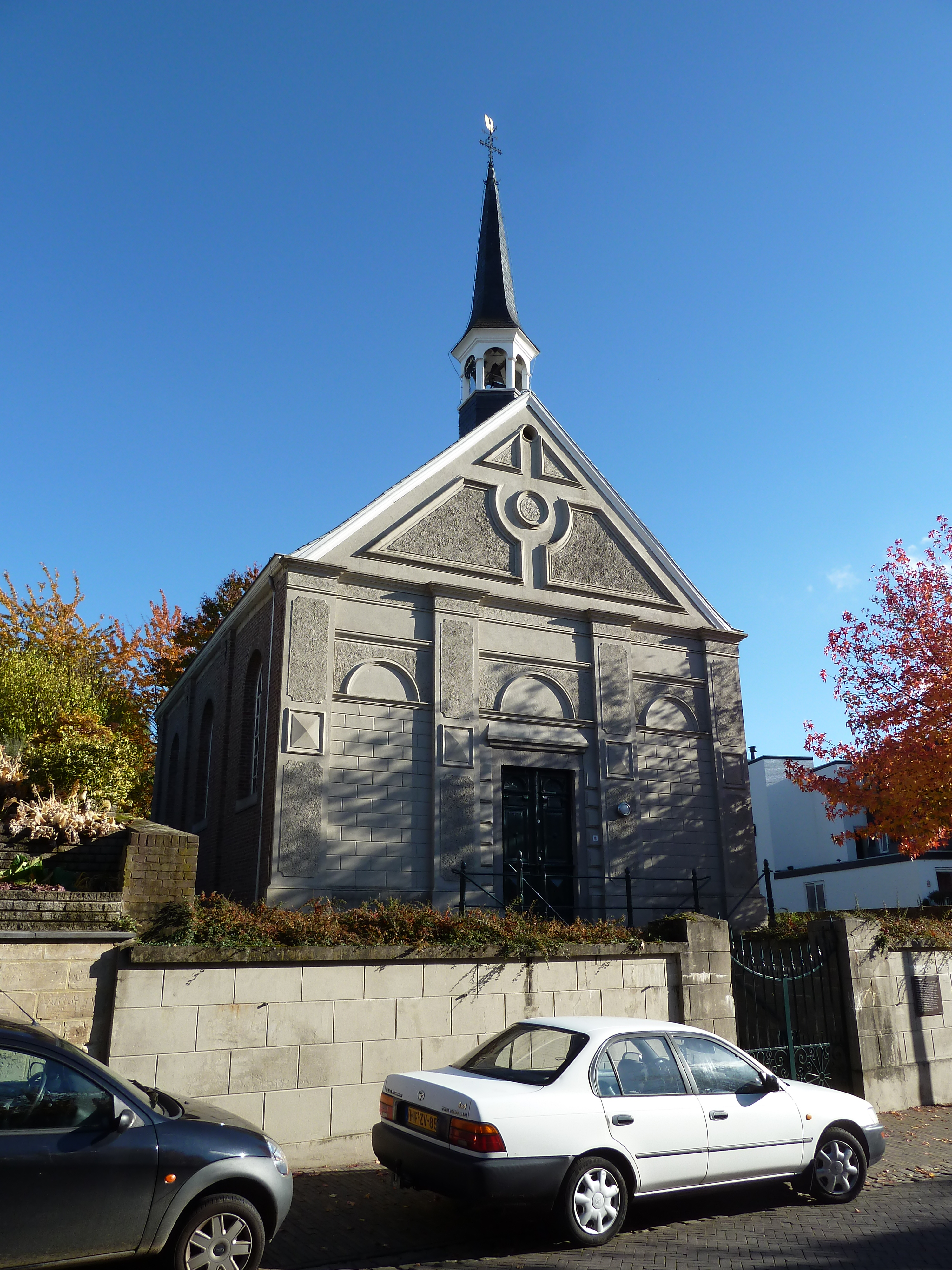
Leopoldskerk de Meerssen